# 피어너 에런
피어너 에런(아일랜드어: na Fianna Éireann)은 1909년에 불머 홉슨과 마르키에비츠 백작부인이 설립한 아일랜드 국민주의 청년단체다. "피어너 에런"은 "아일랜드(=에린)의 전사들(=피어너)"이라는 뜻이다. 아일랜드 공화주의 형제단(IRB) 및 그 군사행동대인 아일랜드 의용군의 설립에 피어너 에런 단원들이 많이 가담했다. 1914년 호스 총기 밀반입 사건과 1916년 부활절 봉기에도 참여했다. 독립전쟁 때도 활발히 움직였으며 내전 때는 조약 반대파에 섰다.
1931년 조약 찬성파가 승리해 수립된 아일랜드 자유국 정부는 피어너를 불법화했다. 1932년 피어너 팔이 집권하면서 불법화가 해제되었지만 1938년 다시 불법화되었다. 20세기 하반기에 아일랜드 공화주의 운동이 분열되는 가운데 피어너 에런은 아일랜드 여성평의회와 함께 1969년에 신페인당(PIRA)을, 1986년에는 공화 신페인당(CIRA)을 지지했다.
피어너 에런은 영국의 2000년 테러법에 따른 금지 단체로 지정되어 있다.

## 같이 보기
- 오그라 신 페인